# مونشیگانج صدار
مونشیگانج صدار (به لاتین: Munshiganj Sadar) یک منطقهٔ مسکونی در بنگلادش است که در ناحیه منشی‌گنج واقع شده‌است. مونشیگانج صدار ۱۶۰٫۷۹ کیلومتر مربع مساحت و ۲۹۴٬۸۲۳ نفر جمعیت دارد.